# Illumination (film, 2004)
Pour les articles homonymes, voir Illumination.
Pour plus de détails, voir Fiche technique et Distribution.
Illumination  est un film français de Pascale Breton, sorti en 2004.

## Fiche technique
Source : IMDb, sauf mention contraire
- Réalisateur et scénariste : Pascale Breton
- Producteur : Paulo Branco
- Musique du film : Eric Duchamp, Nori, Vincent Puglia
- Directeur de la photographie : Philippe Élusse
- Montage : Joseph Guinvarch, Julie Pelat
- Distribution des rôles : Sarah Teper
- Création des décors : Françoise Philippe
- Création des costumes : Danila Fatovich
- Société de production et de distribution : Gémini Films
- Format :  couleur
- Pays d'origine :  France
- Genre : drame
- Durée : 2h15
- Date de sortie :	
  -  France : 9 juin 2004

## Distribution
- Clet Beyer : Ildutt
- Mélanie Leray : Christina
- Catherine Hosmalin : Marie-No, la mère
- Hervé Furic : Fanch, le père
- Albertine Dagand : Anna, la grand-mère
- Clara Roux : Lola, la cousine
- Jean-Jacques Vanier : Rudi, le gourou
- Vincent Branchet : Herbert, l'assistant de Rudi
- Kamel Abdeli : Le psychiatre
- Valérie Keruzoré : Delph
- Irina Solano : Virgule
- David Jeanne-Comello : Lorenzo, le Casanova
- Christophe Miossec : Bob